# Croisilles jezici
Croisilles jezici, skupina od 55 jezika, koja čini dio šire skupine Madang. Raširena je na području Papue Nove Gvineje. 
Sastoji se od nekoliko podskupina, to su: a. gum (6) jezika; b. hanseman (19) jezika; c. isumrud (3) jezika; d. Kare (1) i istoimeni jezik; e. kokon (3) jezika; f. Mugil (1) jezik, bargam [mlp] ; i g. pihom (22) jezika podijeljeni na uže podskupine Amaimon (1) jezik; kaukombaran (4) jezika; kumilan (3) jezika; numugenan (6) jezika; omosan (2) jezika; tiboran (5) jezika; i Wasembo (1) i istoimeni jezik